# José María Vaz de Soto
José María Vaz de Soto (Paymogo, Huelva, 20 de octubre de 1938) es un escritor español que cultiva principalmente la novela.

## Biografía
Licenciado en Filosofía y Letras por la Universidad de Madrid y catedrático de Lengua y Literatura. Ha sido profesor en Madrid, Burdeos, Mulhouse, Cuenca, Vitoria y Sevilla, ciudad esta última en la que reside desde 1971. Además de escritor y docente, ha desarrollado una amplia labor como colaborador literario de diversos periódicos y revistas nacionales: Triunfo, El País, Cambio 16, Diario 16, etc. En la Prensa andaluza fue columnista con dos artículos semanales en Diario 16 de Andalucía durante cuatro años, hasta mayo de 1996, y desde su primer número, en septiembre de 1996, lo es en el diario El Mundo de Andalucía. También ha participado como comentarista en programas culturales de radio y televisión en Canal Sur. Desde 2003 es académico numerario de la Real Academia Sevillana de Buenas Letras.

## Obra literaria
Es autor de más de una docena de novelas. En 1971 publica la primera, El infierno y la brisa, llevada al cine con el título de ¡Arriba Hazaña! y reeditada por quinta vez en 2010. Le siguió Diálogos del anochecer, primera entrega de una tetralogía de novelas dialogadas: Diálogos del anochecer, Fabián, Sabas y Diálogos de la alta noche, escritas entre 1972 y 1982. En 1988 apareció Despeñaperros. Le siguieron varias novelas de estructura policiaca en un intento de trascender el género. Sus últimas novelas publicadas han sido Desde mi celda, Sevilla, estación Términus y Memorias de un homicida. Ha publicado además estudios de dialectología y ensayos, como Defensa del habla andaluza, y algunos poemas, aunque nunca recogidos en libros. Gran especialista en la obra de Luis Cernuda, se refleja en los artículos escritos sobre el autor, y en la participación del coloquio especial que dedicó Fernando Sánchez Dragó al poeta, en el programa de TVE Negro sobre Blanco. Mucho se ha escrito sobre este autor, pero baste para definir su obra y talante literario, las palabras que le dedica Sánchez Dragó con ocasión de la publicación de Perros ahorcados, una de sus novelas negras: “Vaz de Soto es, a mi juicio, uno de los mejores novelistas existentes en un país donde las buenas novelas son tan raras como los tréboles de cinco hojas... Vaz de Soto se inscribe en la órbita de lo que los críticos, obsesionados siempre por la búsqueda del trágala de la taxonomía, definen como novela intelectual o de ideas... nos brinda Vaz de Soto, una cavilación sobre la muerte en todas sus variantes posibles: el fallecimiento por causas naturales, el suicidio, la eutanasia, el asesinato...”

### Novelas
- El infierno y la brisa, 1971[5]
- Diálogos del anochecer, 1972[6]
- El precursor, 1975[7]
- Fabián, 1977[8]
- Sabas, 1982[9]
- Diálogos de la alta noche, 1982[10]
- Despeñaperros, 1988[11]
- Las piedras son testigos, 1994[12]
- Síndrome de Oslo, 1998[13]
- Perros ahorcados, 2000[14]
- Desde mi celda, 2002[15]
- Sevilla, estación Términus, 2009[16]
- Memorias de un homicida, 2013[17]

### Relatos
- En esta ciudad, 1990[18]

### Ensayos
- Defensa del habla andaluza, 1981[19]

## Premios literarios
- Finalista del Premio Alfaguara de Novela 1969, por El infierno y la brisa.
- Finalista del Premio Ateneo de Sevilla 1974, por El precursor.
- Premio Puerta de Oro de Cuento 1986, por En esta ciudad.
- Premio Andalucía de Novela 1988, por Despeñaperros.
- Premio Andalucía de la Crítica 2000, por Perros ahorcados.